# Mojmír Balling
Mojmír Balling, vlastním jménem Karel Mojmír Balling, (29. srpna 1928 Praha – 5. prosince 1999 Praha) byl český hudební skladatel.

## Život
Byl synem všestranného hudebníka Karla Ballinga. Na Pražské konzervatoři vystudoval hru na varhany, skladbu a dirigování. Absolvoval v roce 1953.
Ve své skladatelské činnosti se věnoval především hudbě pro dechové orchestry, kterou se snažil povznést na vyšší úroveň. Proslul jako autor hudby k tělovýchovným vystoupením, spartakiádám a rozhlasovým tělovýchovným pořadům. Psal scénickou hudbu pro různá česká divadla. Je autorem hudby k filmu Valčík pro milión. Jako jeho otec byl členem výboru Ochranného svazu autorského (OSA).
Zkomponoval rovněž cyklus dětských písní na slova Pavla Kopty.

## Nahrávky
- 1965 Si, Si Signorina, hudba: Mojmír Balling, text: Stanislav Ostrezí, hraje: Karel Vlach se svým orchestrem, zpívají: Josef Zíma a Jaromír Mayer[4]